# Kevin Sawyer
Kevin John Sawyer (* 21. Februar 1974 in Christina Lake, British Columbia) ist ein ehemaliger kanadischer Eishockeyspieler und -trainer, der im Verlauf seiner aktiven Karriere zwischen 1992 und 2003 unter anderem 110 Spiele für die St. Louis Blues, Boston Bruins, Phoenix Coyotes und Mighty Ducks of Anaheim in der National Hockey League (NHL) auf der Position des rechten Flügelstürmers bestritten hat. Sawyer verkörperte den Spielertyp des Enforcers.

## Karriere
Kevin Sawyer spielte zunächst in der Saison 1991/92 für die Grand Forks Border Bruins	 in einer unterklassigen kanadischen Juniorenliga. In derselben Spielzeit war er außerdem für drei weitere Teams aktiv. Zur Saison 1992/93 debütierte der Kanadier für die Spokane Chiefs aus der Western Hockey League (WHL) und lief in 62 Spielen der regulären Saison auf, wobei er sieben Scorerpunkte verbuchte und 274 Minuten auf der Strafbank verbrachte. Der in seiner bevorzugten Rolle als Enforcer eingesetzte Spieler wurde zur Saison 1994/95 zum Mannschaftskapitän der Spokane Chiefs ernannt. In derselben Spielzeit führte er mit 365 Strafminuten in 54 Partien der regulären Saison die WHL an. Da er niemals gedraftet worden war, wurde Sawyer nach Abschluss seiner Juniorenzeit als sogenannter Free Agent verfügbar und unterzeichnete schließlich Ende Februar 1995 einen Kontrakt bei den St. Louis Blues. In der Saison 1995/96 debütierte er für die Blues in der National Hockey League (NHL) und absolvierte sechs Begegnungen, bestritt den Großteil der Spielzeit jedoch im Farmteam bei den Worcester IceCats in der American Hockey League (AHL).
Nach einem Jahr in der Organisation der St. Louis Blues wurde der Linksschütze gemeinsam mit Steve Staios im Tausch für Steve Leach zu den Boston Bruins transferiert. Diese setzten den Flügelspieler im Farmteam bei den Providence Bruins ein, für die er regelmäßig auflief. Auch in der Organisation der Dallas Stars gelang es ihm nicht, sich einen Platz im NHL-Kader zu erkämpfen, sodass der Kanadier die gesamte Saison bei den Michigan K-Wings in der International Hockey League (IHL) bestritt. Es folgte eine erfolglose Rückkehr nach St. Louis, wobei Sawyer keine Partie für das Team absolvierte und stattdessen für die Worcester IceCats aktiv war. Eine weitere NHL-Station in seiner Karriere waren in der Saison 1999/2000 die Phoenix Coyotes, ehe Sawyer im Juli 2000 als Free Agent bei den Mighty Ducks of Anaheim unterzeichnete. Diese setzten ihn zunächst vorwiegend im Farmteam bei den Cincinnati Mighty Ducks in der AHL ein, ehe Sawyer in der Saison 2001/02 erstmals regelmäßige Spielpraxis bei einem NHL-Team erhielt. Die darauffolgende Spielzeit war auf lediglich 31 Einsätze limitiert, da sich der Enforcer in einer Begegnung gegen die Los Angeles Kings eine Gehirnerschütterung zugezogen hatte. Im August 2003 erklärte der 29-Jährige seine Laufbahn offiziell für beendet.
Nach seinem Karriereende als aktiver Spieler war Sawyer von 2004 bis 2006 als Assistenztrainer bei seinem Ex-Team Spokane Chiefs in der WHL tätig.

## Karrierestatistik
(Legende zur Spielerstatistik: Sp oder GP = absolvierte Spiele; T oder G = erzielte Tore; V oder A = erzielte Assists; Pkt oder Pts = erzielte Scorerpunkte; SM oder PIM = erhaltene Strafminuten; +/− = Plus/Minus-Bilanz; PP = erzielte Überzahltore; SH = erzielte Unterzahltore; GW = erzielte Siegtore; 1 Play-downs/Relegation; Kursiv: Statistik nicht vollständig)